# Битка код Кирхолма
Битка код Кирхолма 1605. била је одлучујућа пољска победа у Пољско-шведском рату (1600—1611).

## Увод
Шведски престолонаследник Сигисмунд Васа, ватрени католик, изабран је за краља Пољске и Литваније 1587. као Жигмунд III Васа.
По очевој смрти 1592, Жигмунд је крунисан за краља Шведске, под условом да поштује протестантизам као државну веру у Шведској, док је за регента шведски парламент изабрао његовог стрица, војводу Карла.
Када се Жигмунд вратио у Пољску, војвода Карло и шведски парламент су 1595. забранили католичку веру у Шведској и почели прогон католика. Жигмунд се 1598. вратио у Шведску са 5.000 пољских војника и покушао да поврати свој ауторитет, али је потучен од протестаната које је водио војвода Карло и протеран назад у Пољску.
Следеће године парламент је збацио Жигмунда и понудио престо његовом сину Владиславу, под условом да пређе у протестантизам: тако је војвода Карло наставио да влада као регент, а од 1604. као Карл IX Шведски (1604—1611).
Без подршке Сејма, Жигмунд је 1600. објавио рат Шведској, која је заузела Ливонију, али је 1601. принуђена на повлачење.

## Битка
Карл IX Шведски је у лето 1605. поново провалио у пољску Ливонију са војском од око 14.000 војника, већином пешадије (мускетара и копљаника), уз нешто коњице наоружане ватреним оружјем — драгона и рајтера (оклопљених драгона). Литвански хетман Јан Карол Ходкевич скупио је једва 4.000 војника, али је већину војске чинила коњица, и то пољски оклопљени хусари, наоружани копљима од 20 стопа (6 m), знатно дужим од копаља шведске пешадије. Код Кирхолма у Ливонији, пољска коњица је без оклевања напала троструко бројнијег противника, потукла шведску коњицу у борби прса у прса, а затим окружила и са свих страна напала шведску пешадију. У окршају који је трајао само 3 сата, Швеђани су изгубили око 9.000 људи, а преостала војска се повукла у Ригу.

## Последице
Спорадични сукоби настављени су до 1609. када је Ходкевич у току зиме са још мањом војском провалио у шведску Ливонију и заузео Ригу. Ипак, ниједна од зараћених страна није постигла изразитије предности. Смрт Карла IX прекинула је ратне операције и Шведска је 1611. године затражила примирје јер су њене снаге до 1613. године биле ангажоване у рату са Данском, а одмах затим и у рату са Русијом.